# Quadrant
El Quadrant Shopping Centre es el principal centro comercial cubierto en la localidad de Swansea, Gales, Reino Unido. El centro abrió sus puertas en 1979 Desde la década de 1980 allí se instaló el "Diablo de Swansea", una polémica estatua de madera tallada del Diablo. Las áreas del centro y los alrededores son propiedad del consejo de la Ciudad y Condado de Swansea. El centro tiene una superficie útil de 41.000 metros cuadrados (440.000 pies cuadrados) y sus tiendas principales incluyen a Debenhams, WH Smith y Boots.